# Binde- und Stützgewebe
Das Binde- und Stützgewebe ist eine der vier Grundgewebetypen des tierischen Körpers (neben Muskelgewebe, Nervengewebe und Epithel). Man zählt zu dieser Gruppe eine Reihe Gewebetypen, die sich in Form und Funktion zwar sehr unterscheiden, aber in Entwicklung und strukturellem Aufbau entscheidende Gemeinsamkeiten aufweisen. Beispiele sind lockeres und straffes kollagenes Bindegewebe, Knorpel, Knochen oder Fettgewebe.

## Eigenschaften
Das Binde- und Stützgewebe zeichnet sich vor allem durch zwei Eigenschaften aus: Die fixen (ortsfesten) Zellen, genannt Fibrozyten, liegen im Zellverband nicht dicht beisammen, sondern weisen zwischen sich einen oft großen Raum auf. Dieser interstitielle Raum wiederum ist von Extrazellularmatrix (EZM, ECM, auch Interzellularsubstanz) erfüllt, die je nach Bindegewebstyp sehr unterschiedlich ausfällt: Von den Fasern des lockeren Bindegewebes bis zur mineralisierten Matrix des Knochens. Die Extrazellularmatrix bestimmt weitestgehend die Eigenschaft des Bindegewebetyps.
Außer den Fibrozyten halten sich im Bindegewebe auch zahlreiche freie (mobile) Zellen auf, genannt Histiozyten, die verschiedene Aufgaben erfüllen und größtenteils dem Abwehrsystem zuzuordnen sind.

## Einteilung
Unterschiede zwischen den einzelnen Gewebsarten werden u. a. bedingt durch die Art und Menge der in der Interzellularsubstanz vorhandenen Bestandteile.
Zuerst erfolgt die Unterteilung in die beiden Gruppen des Bindegewebes im engeren Sinn und in das Stützgewebe. Das Bindegewebe wird dann wiederum vor allem nach der Art der vorherrschenden Fasern bestimmt, während das Stützgewebe in Knorpel und Knochen eingeteilt ist.
- Bindegewebe
  - Mesenchym (embryonales Bindegewebe)
  - gallertiges Bindegewebe (Nabelschnur)
  - retikuläres Bindegewebe (Knochenmark u. sek. lymphatische Organe)
  - kollagenes Bindegewebe 
    - lockeres Bindegewebe
    - straffes Bindegewebe
      - geflechtartig (Sklera, Dermis, Organkapsel)
      - parallelfaserig (Sehnen, Bänder)

  - elastisches Bindegewebe (Ligg. flava)
  - spinozelluläres Bindegewebe (im Ovar)
  - Fettgewebe
    - weißes Fettgewebe
    - braunes Fettgewebe
- Stützgewebe
  - Knochengewebe
    - Geflechtknochen
    - Lamellenknochen

  - Knorpelgewebe
    - Hyaliner Knorpel
    - Elastischer Knorpel
    - Faserknorpel

## Aufbau

### Zellen
Alle Arten des Binde- und Stützgewebes gehen aus dem Mesenchym, dem embryonalen Bindegewebe, hervor. Mesenchymzellen sind dementsprechend pluripotent und können sich in die späteren bindegewebsspezifischen Zellen differenzieren.
Bei der Nomenklatur ist es üblich, aktive, Matrix sezernierende bzw. aufbauende Zellen mit der Endung -blasten und ruhende oder inaktivierte Zellen mit -zyten zu kennzeichnen: Osteoblasten und Osteozyten des Knochens, Chondroblasten und Chondrozyten des Knorpels, Fibroblasten und Fibrozyten beim kollagenen Bindegewebe (letztere können nicht immer konsequent unterschieden werden und werden oft synonym gebraucht).

### Extrazellulärmatrix
Allgemein besteht die EZM aus zwei Hauptkomponenten:
- Fasern (kollagene, elastische, retikuläre) - geformter Teil
- Proteoglykane (PGs) und Glykosaminoglykane (GAGs) - ungeformter Teil(armorphe Grundsubstanz)

Zellen+ geformter Teil (Fasern)+ armorphe Grundsubstanz (chemische Zusammensetzung s. o.)=Intercellularsubstanz
Zudem sind verschiedene Verbindungs- und Haftproteine vorhanden.
Alle diese Bestandteile sind nicht auf das Binde- und Stützgewebe beschränkt, sondern kommen auch in anderen Gewebetypen vor. Allerdings spielen sie nur hier eine für die Eigenschaften des Gewebes so entscheidende Rolle und nehmen auch nur hier einen solchen Anteil an Volumen und Masse ein.
Für eine genauere Diskussion der oben genannten Beispiele sei auf den Artikel zur Extrazellularmatrix verwiesen.